# Repeat Offender
Repeat Offender (в переводе с англ. — «Рецидивист») — второй студийный альбом американского певца и автора песен Ричарда Маркса. Выпущенный 26 апреля 1989 года, этот альбом занял первую строчку в чарте альбомов популярной музыки американского журнала Billboard. Альбом разошёлся миллионными тиражами по всему миру, только в США было продано более пяти миллионов экземпляров, чему способствовал успех пяти входящих в его состав синглов, в том числе двух, достигших вершин американского песенного чарта: «Satisfied» и получившего платиновый сертификат «Right Here Waiting».
После четырнадцатимесячного тура в поддержку своего первого альбома, Маркс вернулся в студию, чтобы записать несколько песен, написанных им по ходу тура. Альбом был записан с уже известными Марксу лос-анджелесскими студийными музыкантами, и стал ещё более успешным, чем его дебютный альбом, потеснив Принса на вершине чарта Billboard Top Pop Albums. Всего за несколько месяцев альбом стал трижды платиновым, а на сегодняшний день только в США продано более пяти миллионов его копий.
Первые два сингла, «Satisfied» и платиновый «Right Here Waiting» занимали первую строчку американского песенного чарта. Третий сингл, «Angelia», занимал четвёртую строчку. Маркс стал первым сольным артистом, чьи первые семь синглов входили в первую пятёрку чарта. «Right Here Waiting» была перепета множество раз, наиболее известно исполнение этой песни дуэтом Моники и группы 112 в 1998 году.
Гастрольный тур в поддержку Repeat Offender начался весной 1989 года, кроме Соединённых Штатов проходил также в Австралии, Сингапуре, Малайзии, Японии, Европе и Канаде и завершился в августе 1990 года. Наиболее значительные выступления прошли в лондонском Альберт-холле и на концерте Тины Тёрнер в Германии, где Маркс выступал в качестве приглашённого гостя.

## Список композиций
Слова и музыка всех песен — Ричарда Маркса, за исключением указанных.
| №   | Название                                                | Текст песни           | Музыка            | Длительность |
| --- | ------------------------------------------------------- | --------------------- | ----------------- | ------------ |
| 1.  | «Nothin’ You Can Do About It»                           |                       |                   | 4:44         |
| 2.  | «Satisfied»                                             |                       |                   | 4:14         |
| 3.  | «Angelia»                                               |                       |                   | 5:17         |
| 4.  | «Too Late to Say Goodbye»                               | Фи Уэйбилл            |                   | 4:52         |
| 5.  | «Right Here Waiting»                                    |                       |                   | 4:24         |
| 6.  | «Heart on the Line»                                     | Маркс, Брюс Гейтч     | Маркс, Гейтч      | 4:43         |
| 7.  | «Real World»                                            |                       |                   | 4:14         |
| 8.  | «If You Don’t Want My Love»                             | Уэйбилл               |                   | 4:07         |
| 9.  | «That Was Lulu» (только на изданиях на CD и мини-диске) | Дин Пичфорд           |                   | 3:44         |
| 10. | «Wild Life» (бонус-трек японского издания)              | Маркс, Рик Спрингфилд | Маркс, Спрингфилд | 4:08         |
| 11. | «Wait for the Sunrise»                                  |                       |                   | 4:15         |
| 12. | «Children of the Night»                                 |                       |                   | 4:45         |

## Синглы
- Ниже перечислены синглы с альбома Repeat Offender и их лучшие показатели в чартах.

| №  | Название                  | Год  | США | Великобритания |
| -- | ------------------------- | ---- | --- | -------------- |
| 1. | «Satisfied»               | 1989 | 1   | 52             |
| 2. | «Right Here Waiting»      | 1989 | 1   | 2              |
| 3. | «Angelia»                 | 1989 | 4   | 45             |
| 4. | «Too Late to Say Goodbye» | 1990 | 12  | 38             |
| 5. | «Children of the Night»   | 1990 | 13  | 54             |

## Позиции в хит-парадах и сертификации
| Год  | Чарт                           | Позиция |
| ---- | ------------------------------ | ------- |
| 1989 | The Billboard 200 Albums Chart | 1       |
| 1989 | Australian ARIA Albums Chart   | 1       |

| Хит-парад (1989)       | Позиция |
| ---------------------- | ------- |
| Европа (Music & Media) | 95      |

| Страна     | Сертификация  | Продажи     |
| ---------- | ------------- | ----------- |
| США (RIAA) | 4× Платиновый | 4 000 000 + |